# دنيس هوغرت
دنيس هوغرت (بالإنجليزية: Dennis Hoggart)‏ هو لاعب كرة قدم بريطاني في مركز الهجوم، ولد في 2 يناير 1939 في غلاسكو في المملكة المتحدة. لعب مع ستوكبورت كونتي وليدز يونايتد ونادي يورك سيتي.